# União Metropolitana de Educação e Cultura
É um grupo de faculdades mantido pela União Metropolitana de Educação e Cultura (UNIME) compõem um conjunto de IES privadas brasileiras, cuja marca é associada ao nome da entidade mantenedora.
A UNIME iniciou as suas atividades em 2000, na cidade de Lauro de Freitas, Bahia, local de sua sede (Campus Lauro de Freitas). Possui unidades filiais em Salvador (Campus Paralela) e no sul do estado, em Itabuna (Campus Itabuna I e II).
A UNIME era formada pelas seguintes instituições de ensino:
- Faculdade Unime de Ciências Sociais
- Faculdade de Ciências Agrárias e da Saúde
- Faculdade de Ciências Jurídicas
- Faculdade de Educação e Comunicação
- e Faculdade de Ciências Exatas e Tecnológicas

A instituição tem atualmente 45 cursos de graduação, mais de 20 mil alunos, sendo aproximadamente 14 mil, do Campus Lauro de Freitas.
Em 30/6/2008, a UNIME alterou o seu contrato social incorporando-se ao Grupo IUNI Educacional.. Em seguida, no ano de 2010, a UNIME passou a integrar o grupo Kroton Educacional em razão da aquisição do Grupo IUNI Educacional por esta.
Em 2013, com a fusão da Kroton com o grupo empresarial Anhanguera, hoje, a UNIME pertence à holding Cogna Educação.